# Peikon

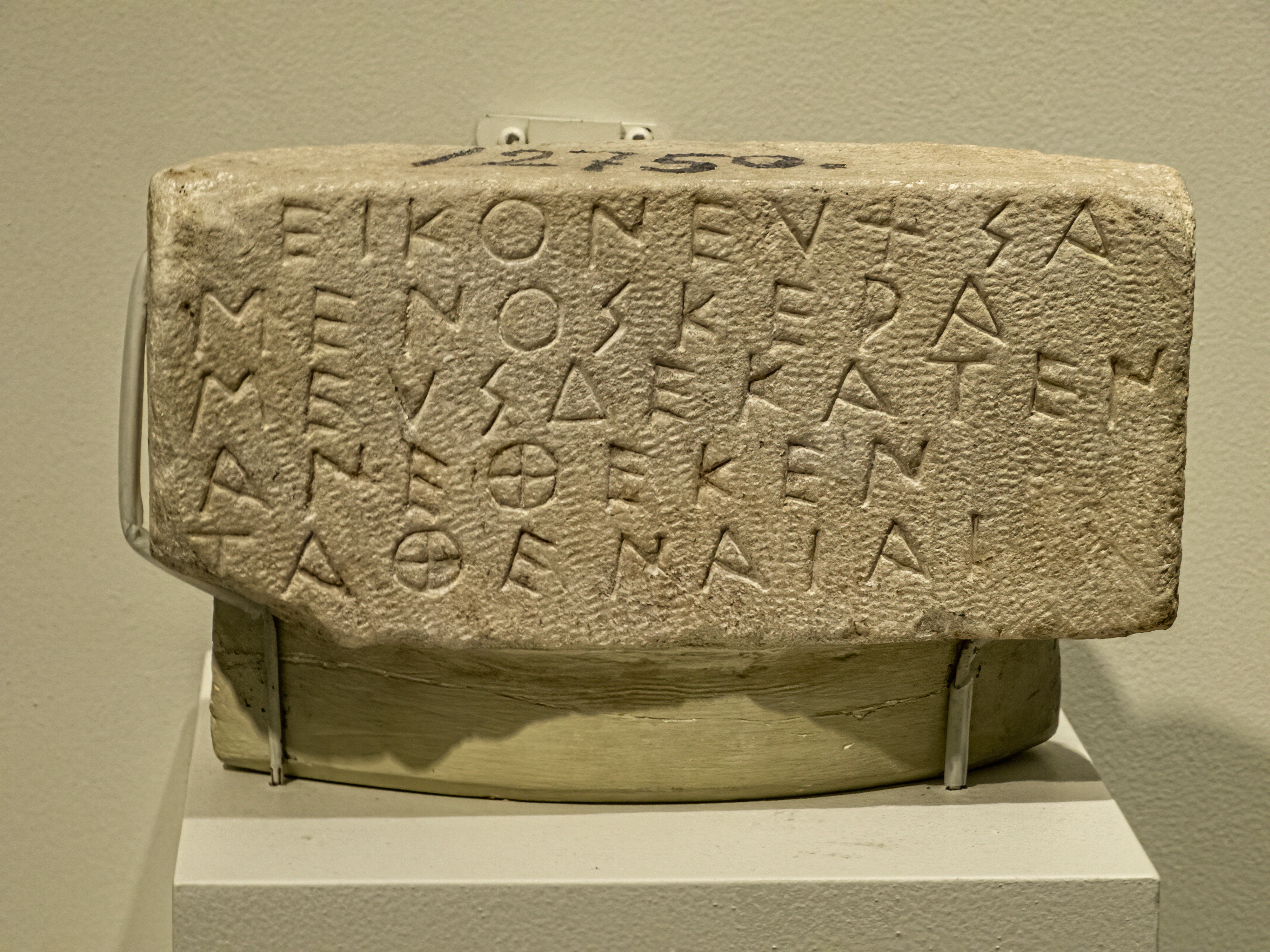
Weihinschrift des Peikon

Peikon (Πεíκον) war ein antiker griechischer Töpfer, der am Anfang des 5. Jahrhunderts v. Chr. in Athen tätig war.
Er ist einzig durch eine Weihinschrift bekannt, die auf der Athener Akropolis gefunden wurde. Die Inschrift lautet: Πεíκον εὐχσά|μενος κερα|μεὺς δεκáτην | ἀνέθεκεν | τἀ ἀθεναίαι („Peikon, da er es gelobt, der Töpfer, hat (dies) als Zehnten geweiht der Athene“).
Die Inschrift befindet sich auf der Basis einer Votivsäule, die nach der Plinthenbettung auf der Oberseite wohl ehemals eine bronzene Sitzstatue trug. Sie zeugt mit Weihungen weiterer Töpfer auf der Akropolis, wohl Inhaber von Töpferwerkstätten, vom hohen sozialen Prestige dieser Berufsgruppe.